# Ó Infante suavíssimo
"Ó Infante suavíssimo" ou "Ó meu Menino tão lindo" são nomes dados a várias canções de Natal tradicionais portuguesas com uma origem comum no século XVIII.

## História

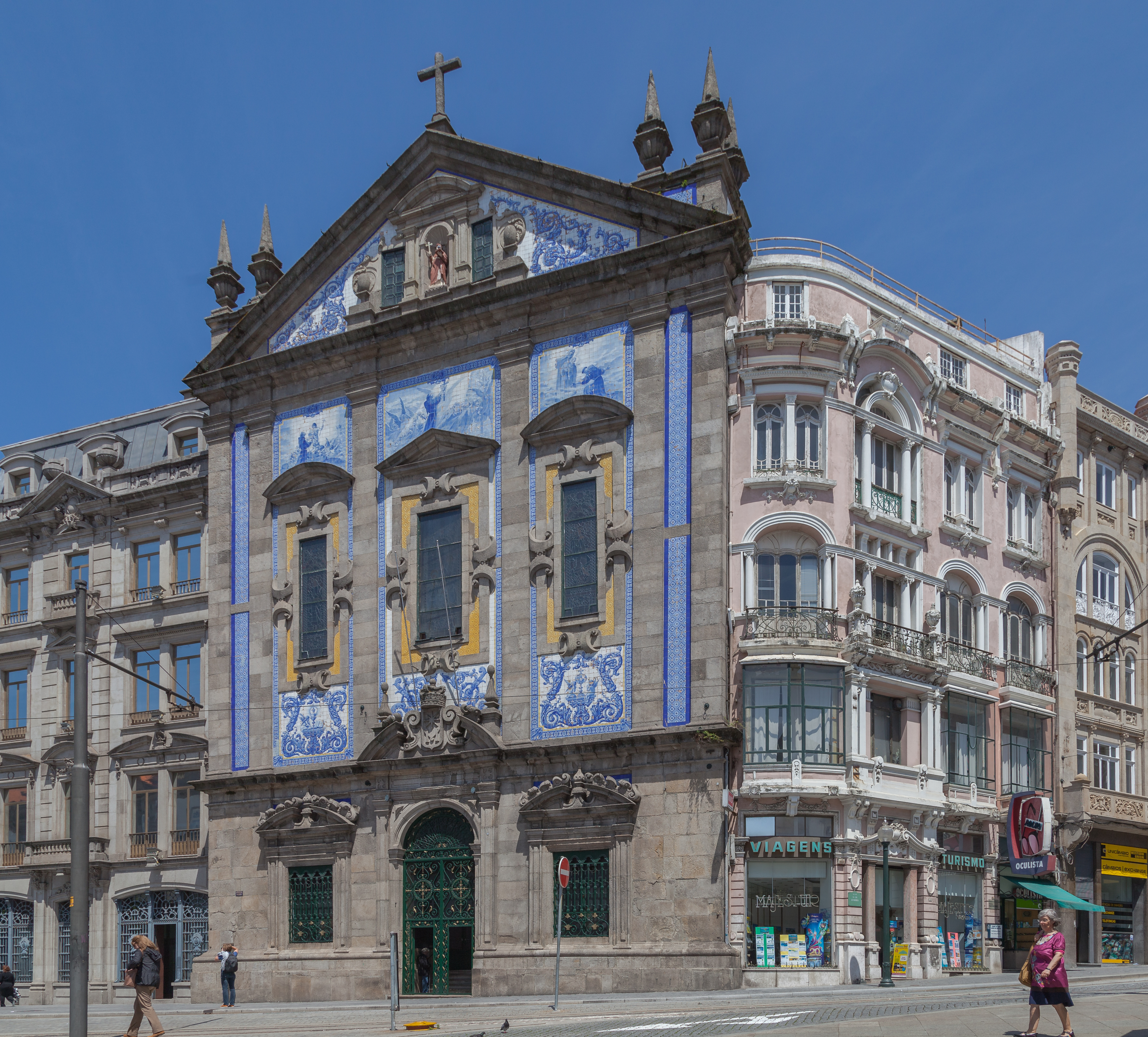
Fachada da Igreja dos Congregados no Porto. Sede da Congregação do Oratório da qual o Padre Manuel José era clérigo.

A letra da canção é adaptada de um grupo de jaculatórias da "Novena para o Ternissimo Mysterio do Nascimento do Menino Deus" para serem rezadas a partir de 16 de dezembro. O autor parece ser o Padre Manuel José da Congregação do Oratório do Porto que a publicou na sua obra chamada Escudo Admirável para os Males da Vida em 1762.
A novena e os versos espalharam-se pelo norte de Portugal. O escritor português Júlio Dinis transcreve uma das quadras no seu romance A Morgadinha dos Canaviais publicado em 1868, exemplificando as trovas cantadas por um grupo de senhoras minhotas em frente ao presépio na noite de Natal, Anos depois, em 1880, também o jornalista e escritor português Alberto Braga se refere à composição numa aldeia do Minho.
Em 1905, Alberto Pimentel, publica um estudo d'As Alegres Canções do Norte. Informa o autor que os versos em questão eram cantados no Minho ainda fazendo parte da novena do Menino Jesus que iniciava o período litúrgico do Natal. Esta cerimónia acontecia tanto nos templos como nos domicílios.

## Letra
Os versos em questão estão plenamente em harmonia com o tempo litúrgico em que eram interpretadas as cantigas, o Advento. Neles se convida, ternamente, o Menino Jesus a vir ao mundo salvar a humanidade.
Das várias versões que foram criadas da letra original, destacam-se "Ó Infante suavíssimo" de Coimbra[carece de fontes?] e "Ó meu Menino tão lindo" do Minho. Esta última foi harmonizada por Manuel Simões.

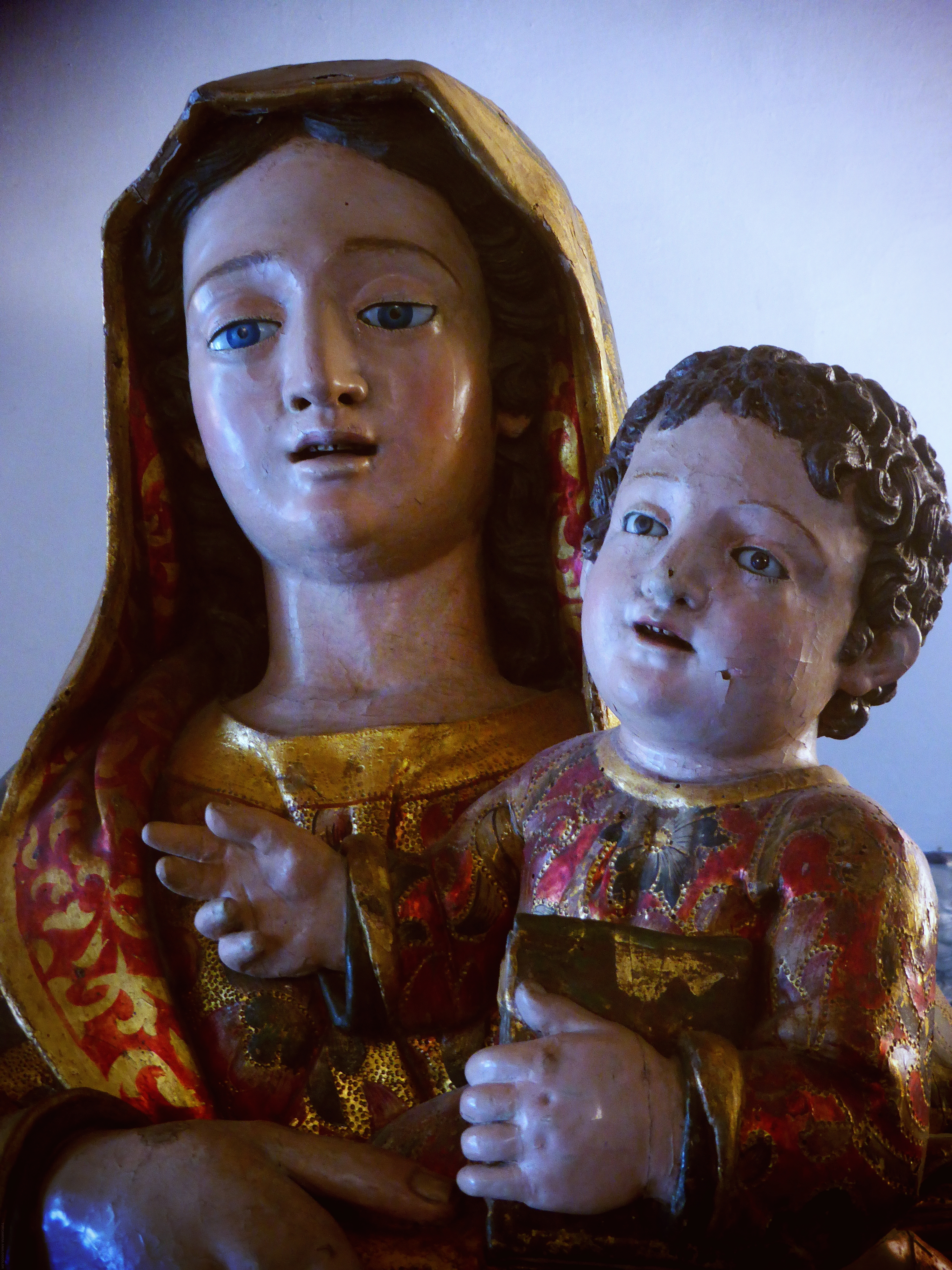
Maria com o Menino Jesus, autor anónimo do séc. XVII na Sé Catedral do Porto.

| Ó Infante suavíssimo                                                                             | Ó meu Menino tão lindo                                                                               |
| ------------------------------------------------------------------------------------------------ | --- |
| Ó Infante suavíssimo, Vinde, vinde já ao mundo, Tirar-nos do cativeiro, Daquele abismo profundo. | Ó meu Menino tão lindo, Ó meu Menino tão belo, Vinde, vinde já ao mundo, Que por vossa vinda espero. |
| Ó Infante suavíssimo, Ó meu amado Jesus, Vinde alumiar minha alma, Vinde dar ao mundo luz.       | Ó meu Menino tão lindo, Ó meu amado Jesus, Vinde alumiar minha alma, Vinde dar ao mundo luz.         |
| Ó Infante suavíssimo, Deus de infinita beleza, Vinde nascer na minha alma, Abrandar sua dureza.  | Ó meu menino tão lindo, Deus de infinita beleza, Vinde nascer na minha alma, Abrandar sua dureza.    |

## Discografia
- 1963 — Noëls d'Espagne et du Portugal. Carlos Jorge & Carlos Tuxen-Bang. BNF. Faixa 2: "Ó Infante Suavíssimo".